# Joel Stevens
Joel Stevens est un footballeur international néo-zélandais né le 7 février 1995. Il évolue au poste d'attaquant à Wellington Phoenix.

## Carrière
- 2011-2013 : Southern United ( Nouvelle-Zélande)
- 2013-2014 : Team Wellington ( Nouvelle-Zélande)
- 2014 : Waitakere United ( Nouvelle-Zélande)
- 2014-201. : Wellington Phoenix ( Nouvelle-Zélande)[3]